# Frauenmantel
Frauenmantel (Alchemilla) ist eine Pflanzengattung innerhalb der Familie der Rosengewächse (Rosaceae). Die Arten sind in der Alten Welt in Europa, Asien und Afrika verbreitet und gedeihen vorwiegend in den Gebirgen. Stark behaarte Formen werden auch als Silbermantel bezeichnet. Sie sind krautige bis strauchförmige Pflanzen, ihre Blüten sind klein, unscheinbar und kronblattlos. Die Fortpflanzung erfolgt überwiegend, bei den europäischen Arten fast ausschließlich, agamosperm (über ungeschlechtliche Samenbildung). Von den etwa 1000 Arten sind rund 300 in Europa heimisch. In Europa wurden die Arten als Volksarzneipflanzen verwendet. Einige Arten liefern ein gutes Viehfutter, sehr wenige werden als Zierpflanzen kultiviert.

## Beschreibung

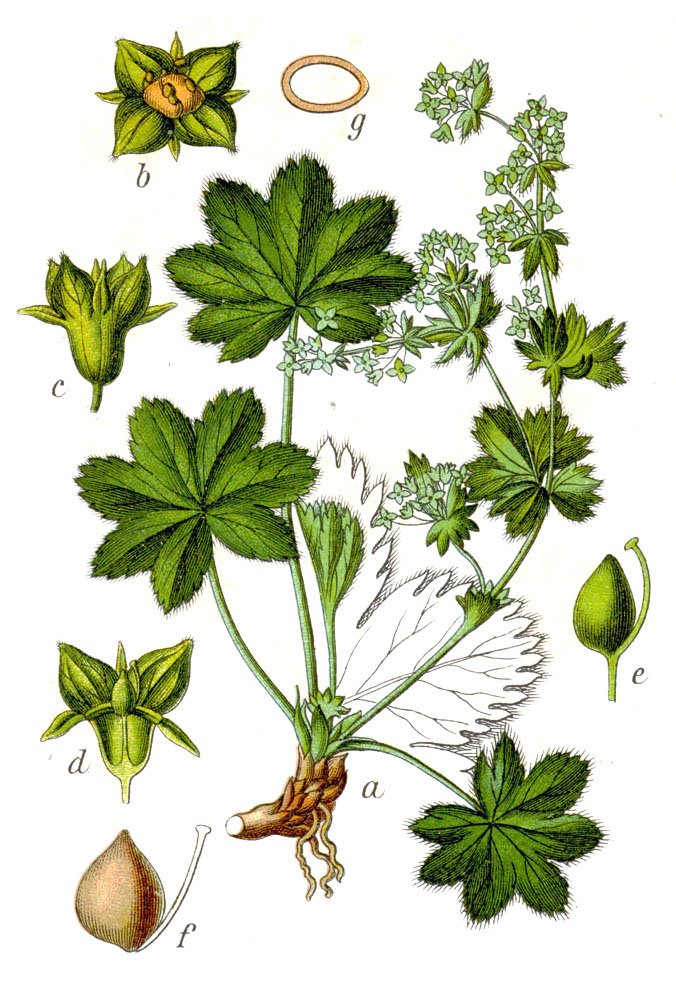
Illustration des Zerschlitzten Frauenmantels (Alchemilla fissa)

### Erscheinungsbild und Indument
Die Frauenmantel-Arten sind sommergrüne Zwerg- oder Halbsträucher oder ausdauernde krautige Pflanzen. Die Sprossachsen sind oberirdisch, manchmal teilweise verholzt. Ihre Verzweigung erfolgt monopodial. Die Hauptachse ist liegend, bildet Adventivwurzeln und ist mit Blattstiel- und Nebenblattresten besetzt. An der Spitze der Hauptachse befindet sich eine Grundblattrosette. Die oberirdischen vegetativen Pflanzenteile sind häufig behaart. Die Haare (Trichome) sind stets unverzweigt und meist gerade; Drüsenhaare sind sehr selten (Indument).

### Wurzeln

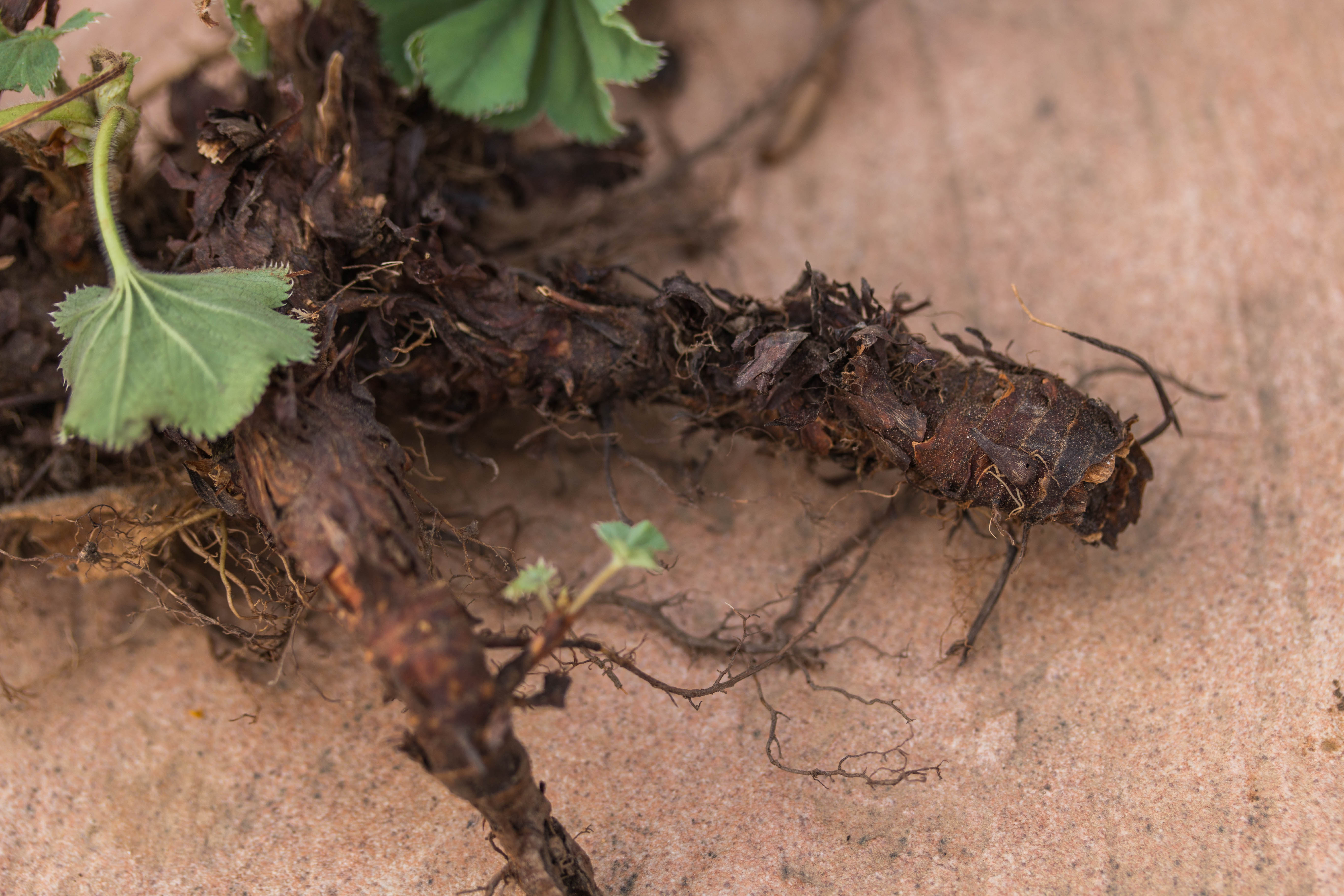
Unterirdische Pflanzenteile

Die Hauptwurzeln werden relativ bald nach der Keimung durch sprossbürtige Adventivwurzeln abgelöst. Die Stärke der Bewurzelung hängt vom Feuchtigkeitsgrad des Untergrunds ab, ist aber auch je nach Sektion unterschiedlich. Bei der Sektion Alpinae, die aus Felsspaltenbewohnern besteht, bildet die Sprossachse nur in größeren Abständen Wurzeln aus, während die Sektionen Erectae und Ultravulgares stark wurzeln. Bei der Sektion Pentaphylleae sind die Wurzeln dicht büschelig angeordnet.

### Sprossachse
Bei den aufrecht wachsenden, tropischen Sträuchern sind die Achsen (mit Ausnahme des Blütenstands) meist alle gleich ausgebildet. Die bei den europäischen Arten, aber auch vielen tropischen, auftretende Verdickung des Markzylinders in der liegenden Grundachse sowie die Differenzierung in Lang- und Kurztriebe gilt als abgeleitetes Merkmal. Der aufrechte (orthotrope) Wuchs gilt als die ursprüngliche Wuchsform, die Keimpflanzen auch der kriechenden Arten wachsen im ersten Jahr meist aufrecht. Auch erwachsene Pflanzen bilden einzelne, kurze aufrechte Seitensprosse. Diese sind durch die geringe Bewurzelung schlecht ernährt und sterben bei Frosttrocknis ab.

### Blätter

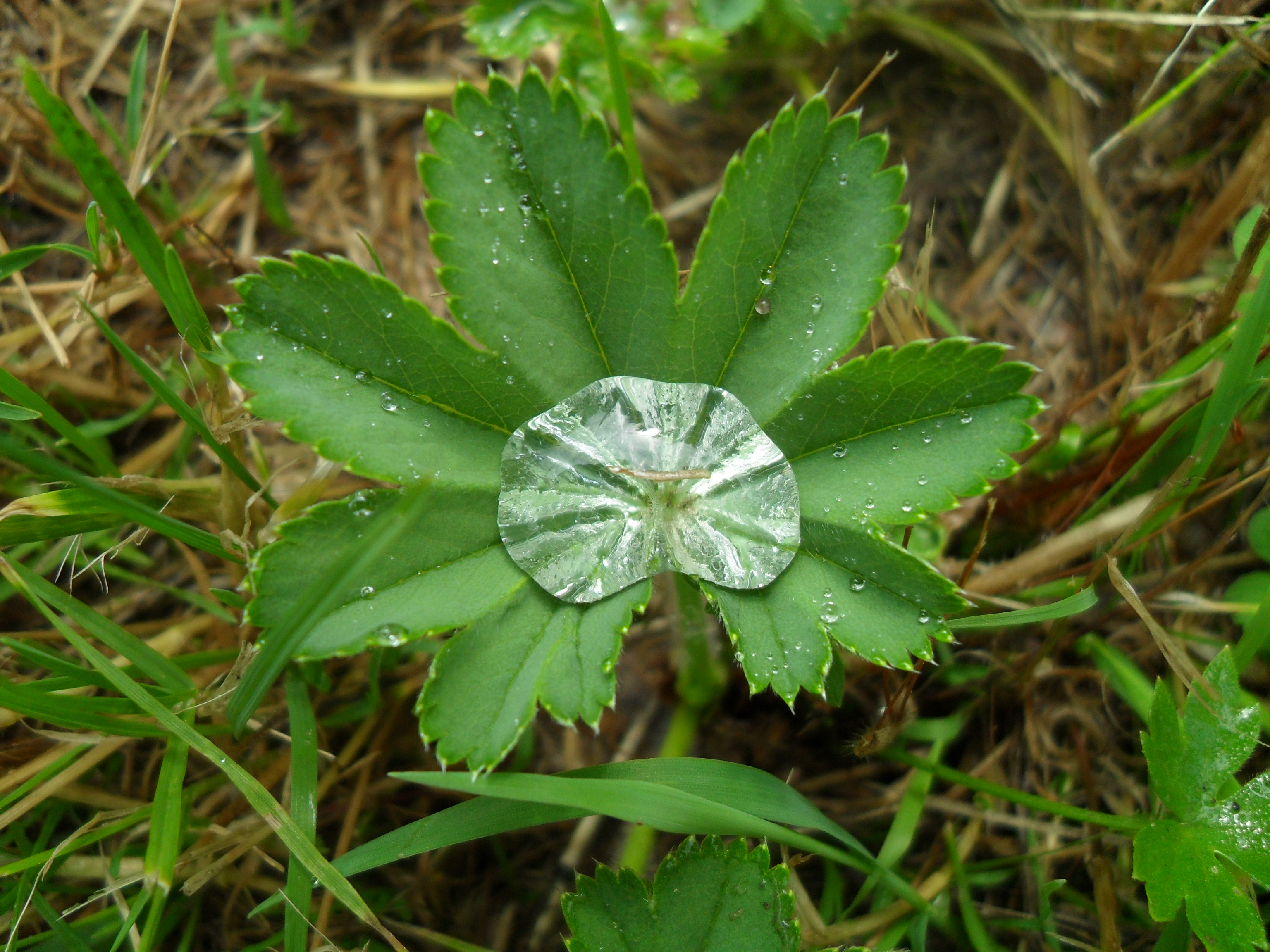
Laubblatt Detailansicht. In der Mitte der fächerförmigen Blattspreiten sammelt sich Tau oder Regenwasser.

Die Laubblätter sind in Blattstiel und Blattspreite gegliedert. Die Blattspreiten sind gelappt bis gefingert und am Rand gezähnt. In der Knospe sind die Blätter mehrfach gefaltet, jeder Blattlappen einzeln, sodass ein Fächer entsteht. Der gefältelte Fächer ist auch an entfalteten Blättern häufig zu erkennen. Die Nebenblätter können mit dem Blattstiel sowie auf der gegenüberliegenden Seite der Sprossachse miteinander verwachsen sein, bei den mitteleuropäischen Arten ist dies stets der Fall. Die Nebenblätter bilden so eine Tute. Die Verwachsung der Nebenblätter miteinander ist nie vollständig, der offene Teil zwischen den Zipfeln wird als Tuteneinschnitt bezeichnet. Als dritte Form der Verwachsung können die beiden Nebenblätter über dem Blattstiel miteinander verwachsen sein, dies wird als Öhrchen sind verwachsen bzw. frei bezeichnet.
Folgende Blattmerkmale werden innerhalb der Gattung als ursprünglich angesehen: ein kurzer, rinniger Blattstiel mit kollateralen Leitbündeln, eine geringe Anzahl der Blattlappen und Blattzähne, eine geringe Teilungstiefe und kurze Zähne.
Die Nebenblätter übernehmen beim Frauenmantel die Funktion von Knospenschuppen: Sie schützen den Vegetationskegel und junge Achsen. Dabei gibt es zwei taxonomisch relevante Knospentypen: beim ersten Typ ist die junge Blattspreite von ihrer eigenen Tute umgeben; beim zweiten Typ ist das entstehende Blatt nur von der Tute des nächstälteren Blattes umgeben, seine Blattspreite ist immer außerhalb der eigenen Tute. Neben den oben beschriebenen Verwachsungen gibt es eine weitere Schutzvariante: die Nebenblätter vertrocknen bei einigen Sektionen rasch und bilden eine mehrschichtige, mehrjährige Isolierschicht (Tunika) um die jungen Achsen.
Die Blätter besitzen am Ende der Blattzipfel Wasserspalten (passive Hydathoden). Aus diesen wird in der Nacht flüssiges Wasser abgeschieden (Guttation).

### Blütenstand
Die Blütenstandsachsen werden seitenständig gebildet. Als ursprüngliche Form des Blütenstands werden armblütige Pleiochasien angesehen. Von diesen führten Entwicklungslinien einerseits zu größeren Blütenständen, andererseits zu verarmten, teilweise nur ein- oder zweiblütigen Blütenständen. Der ganze Blütenstand ist eine geschlossene Thyrse, die jedoch je nach Anordnung unterschiedlich wirken kann: rispenähnlich, trauben-, doppeltraubenähnlich usw. Er setzt sich aus unterschiedlich vielen Gliedern zusammen (zwei bis zehn), abhängig von der Sektion. Bei den tropischen Sträuchern sind die unteren Teilblütenstände stärker betont (basiton), ebenso bei der Sektion Alpinae und Pentaphylleae. Blütenstände der Sektion Erectae sind breit, relativ kurz und spirrenförmig, die der Sektion Ultravulgares eher traubig und schmal.

### Blüten
Die Blüten sind klein und von grüner oder gelblicher Farbe. Vergleichsweise große Blüten gelten als ursprünglich. Innerhalb einer Pflanze stehen die größeren Blüten an den unteren, armblütigen Blütenständen, die kleineren an den reichblütigen Stängeln. Obergrenze für den Blütendurchmesser ist meist bei fünf bis sechs Millimetern, bei Sektion Erectae bei sieben Millimetern. Die Blüten sind vierzählig, bei den Sektionen Ultravulgares und Pentaphylleae kommen regelmäßig fünfzählige Endblüten vor. An den Endzweigen von Blütenständen können auch drei- oder zweizählige Blüten vorkommen.
Der Blütenbecher ist eine Verwachsung der Kelchblätter und wird häufig als Kelchbecher bezeichnet. Er ist zylindrisch, glocken- oder krugförmig. Die frei bleibenden Kelchzipfel werden in der Literatur meist als „Kelchblätter“ bezeichnet. Dabei geht eine geringe Verwachsung der Kelchblätter immer mit langen freien Kelchzipfeln einher. Dies gilt als ursprüngliches Merkmal. Der (selten fehlende) Außenkelch wird bei Frauenmantel nicht als Nebenblattbildung, sondern als Ausstülpung der Kelchblätter interpretiert. Kronblätter fehlen. Nach innen folgt ein Diskus, der aus etlichen Saftspalten Nektar absondert, der in länglichen Portionen austritt.
Die vier Staubblätter stehen innerhalb des Diskus auf Lücke (alternierend) zu den Kelchblättern. Sie werden als umgebildete Kronblätter gedeutet, was durch verschiedene atavistische Formen gestützt wird. Die ursprünglichen Staubblattkreise sind demnach verschwunden. Der Pollen ist tricolporat (drei Keimfurchen/poren), der Umriss ist in Polansicht dreieckig.
Bei wenigen Sippen der Gattung gibt es mehrere freie Fruchtblätter (bis zu zehn). Bei mehreren afrikanischen Sektionen sind zwei Fruchtblätter vorhanden. Die eurasischen Arten haben nur ein Fruchtblatt, selten haben einzelne Blüten zwei. Der Griffel steht aufrecht, die Narbe kann einseitig hakig oder löffelförmig sein.

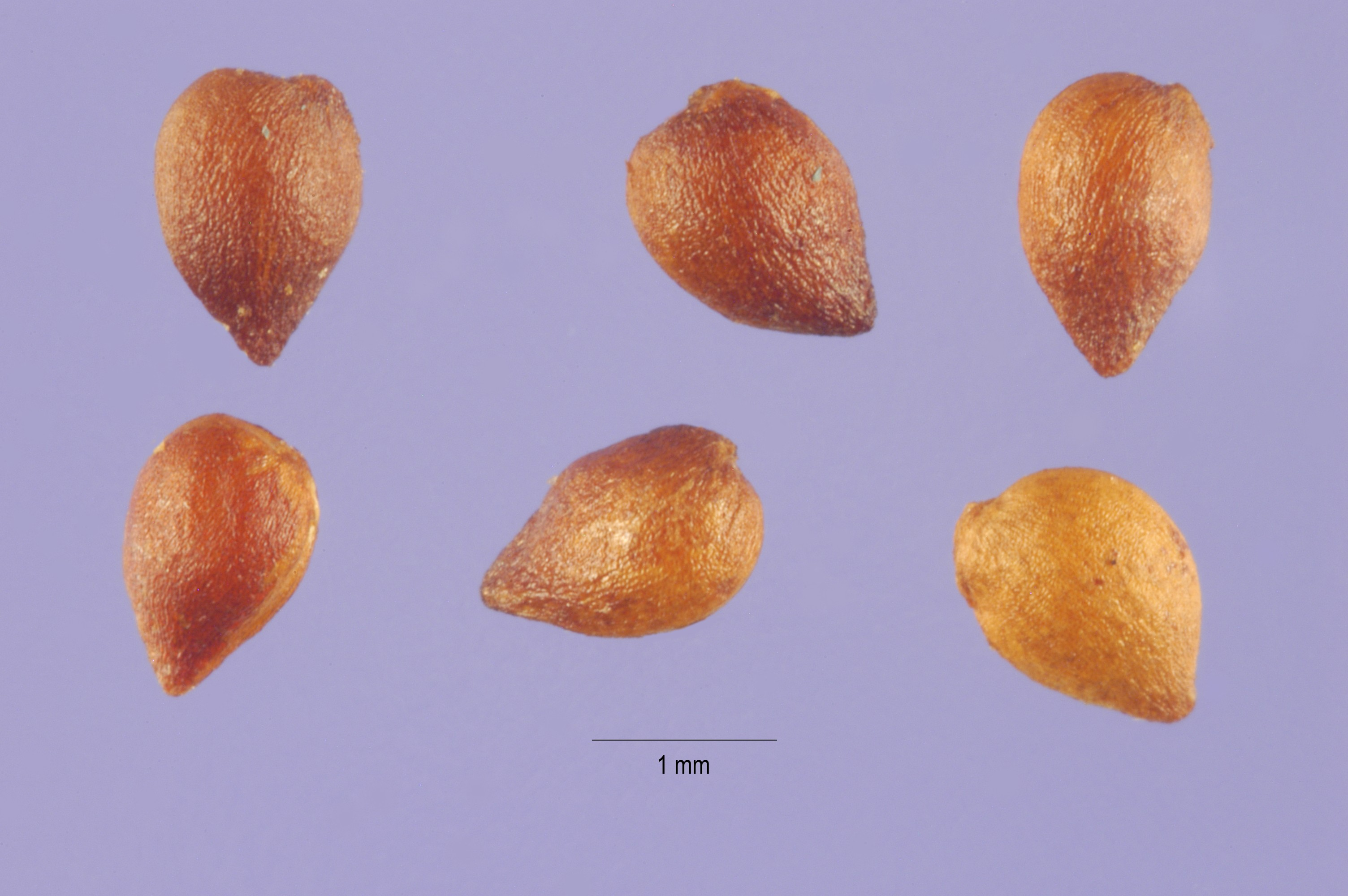
Nüsschen von Alchemilla monticola

### Früchte
Die Früchte sind einsamige Nüsschen (bei Blüten mit nur einem Fruchtblatt wäre der Ausdruck Achäne korrekter, wird aber bei Frauenmantel praktisch nicht verwendet). Bei etlichen Arten besitzt es einen Schnabel. Das Nüsschen ist dabei ganz oder teilweise vom in reifem Zustand dünnen und trockenen Blütenbecher eingeschlossen.

### Chromosomen und Inhaltsstoffe
Die Chromosomen bei Alchemilla sind sehr klein und zahlreich, was viele Zahlenangaben unsicher macht. Die in Mitteleuropa niedrigste gesicherte Chromosomenzahl ist 2n = 96. Die höchste Zahl in Mitteleuropa besitzt Alchemilla fissa mit 2n = 152. Alchemilla faeroensis hat 2n = 182–224. Bei der afrikanischen Alchemilla johnstonii (Sektion Geraniifoliae) wurde 2n = 32 ermittelt. Als Chromosomengrundzahl wird vielfach x = 8 angegeben. Alle heutigen europäischen Arten sind hoch polyploid.
Die Pflanzen sind reich an Gerbstoffen. Daneben wurde weitere Bitterstoffe sowie ätherische Öle nachgewiesen. Die Samen sind reich an fetten Ölen. In allen Pflanzenteilen kommen Calciumoxalat-Drusen vor.

## Ökologie
Alchemilla-Arten wachsen als Chamaephyten oder Hemikryptophyten.

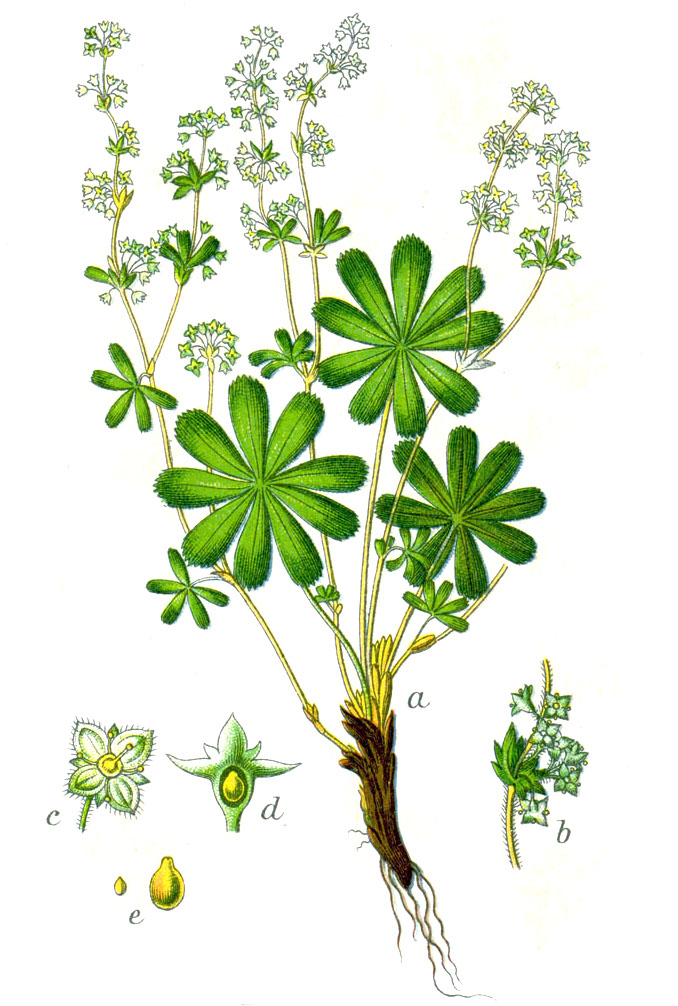
Illustration des Alpen-Frauenmantels (Alchemilla alpina)

### Blütenökologie
Die Blüten sind proterandrisch (vormännlich). Sie sind Tag und Nacht geöffnet. Ein Schauapparat ist nicht ausgebildet, lediglich bei der Sektion Erectae mit dichtem, gelbem Blütenstand ist einer vorhanden. Insekten werden vom käse- oder pferdeapfelähnlichen Geruch der Blüten angelockt. Die Besucher sind ähnlich denen von Doldenblütlern (Apiaceae), jedoch wesentlich weniger zahlreich. In Tieflagen wurden Wanzen, Florfliegen, Dipteren, Hymenopteren und Käfer als Blütenbesucher beobachtet, im Gebirge sind es vorwiegend dungbesuchende Fliegen.

### Fortpflanzung

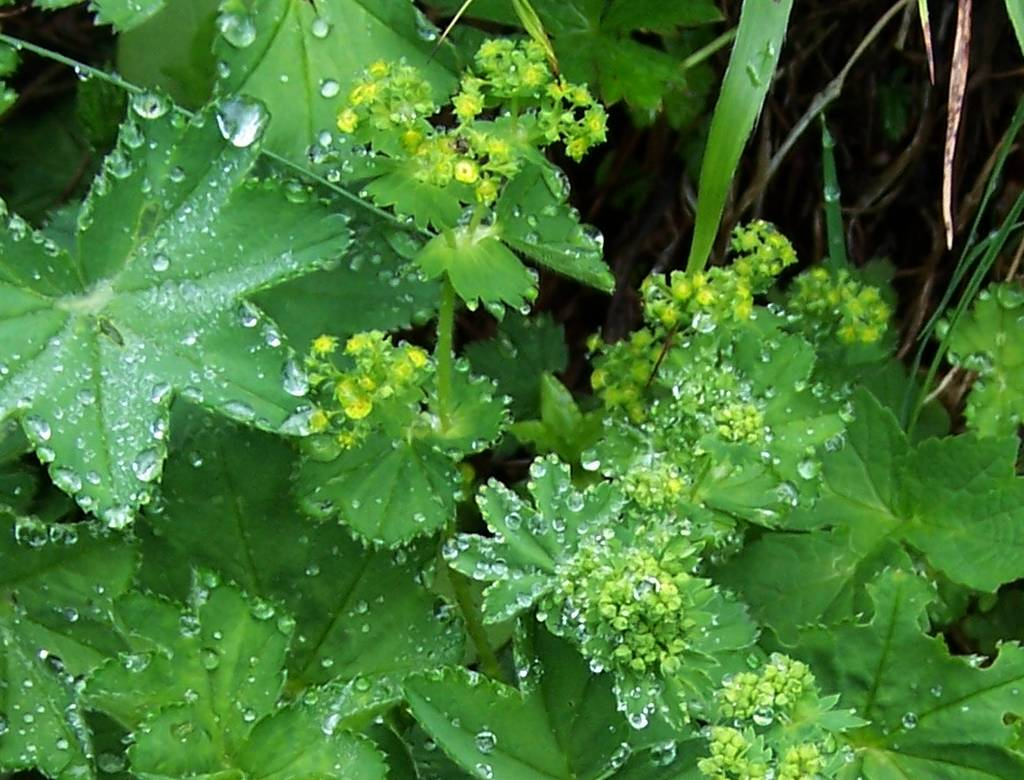
Alchemilla gracilis von der Hohen Tatra

Die überwiegende Anzahl der Arten, in Mitteleuropa fast alle, pflanzen sich ungeschlechtlich fort, indem sie ihre Samen ohne Befruchtung, also agamosperm, bilden. Aufgrund der hohen Ploidiezahl läuft ihre Meiose nicht normal ab.
Bei der Pollenbildung gibt es Meiosestörungen: Die Tetradenteilungen werden nicht ausgeführt, oder die Pollenkörner sind abnorm geformt, leer oder zumindest nicht keimfähig. Bei manchen Arten wie Alchemilla lapeyrousii verkümmern schon die Antheren. Die Staubbeutel öffnen sich meist schlecht, und der Pollen bildet eine verklumpte Masse.
Der Embryosack entsteht ohne Meiose (apospor) aus den diploiden (= sporophytischen) Zellen des Nucellus. Die Eizelle ist daher ebenfalls diploid und entwickelt sich ohne Befruchtung weiter zum Embryo (diploide Parthenogenese). Der Embryo kann auch aus anderen Zellen des Embryosacks oder des Nucellus entstehen. Bei einigen Arten kommt auch Polyembryonie vor (mehrere Embryonen in einem Samen). Das Endosperm entwickelt sich ebenso ohne die übliche doppelte Befruchtung. Die apogamen Embryonen wurden bei mehreren Arten schon in den Blütenknospen gefunden, sodass eine Fremdbestäubung ausgeschlossen wird.
Bei afrikanischen Arten gibt es vielfach normal entwickelten Pollen, aber auch hier gibt es schon apomiktische Embryosackentwicklung. Fast alle mitteleuropäischen Arten vermehren sich agamosperm. Beispiele für heimische, sich sexuell fortpflanzende Arten sind Alchemilla pentaphyllea und einige wenige Arten der Artengruppe Alchemilla hoppeana agg.

### Ausbreitung
Als Ausbreitungseinheiten (Diasporen) dienen die ganzen fruchtenden Blüten. Die reifen Nüsschen bleiben im Kelchbecher, bis dieser verwittert. Die Kelchblätter sowie behaarte Teile der Blüte dienen dazu, dass die Diaspore im Fell von Tieren haften bleibt (Epizoochorie). Nasse Früchte bleiben auch an Schuhen und Tierhufen haften. Für felsbewohnende Arten werden sogar Kolkraben als Verbreiter angegeben.

### Phänologie
Die Alchemilla-Arten halten keine echte Winterruhe, Arten der Sektion Alpinae überwintern häufig mit voll entfalteten Blättern, kaukasische Arten bilden häufig Blätter schon im Januar. Die Blütenstände werden vielfach nicht in der gleichen Vegetationsperiode (sylleptisch) gebildet wie die Tragblätter, aus deren Achseln sie entspringen. Meist entstehen sie erst in der nächsten Vegetationsperiode (opistholeptisch). Die Achsen der Blütenstände entspringen dann unterhalb der Blattrosette. Die sylleptische Blütenbildung erfolgt normalerweise im Herbst, die Blüte wird in Mitteleuropa dann oft vom Winter unterbrochen oder überhaupt in das Frühjahr verschoben. In milden Wintern können Arten auch im Winter durchblühen. Die Arten verhalten sich dabei wie Kurztagspflanzen: sie legen die Blütenstände im Kurztag an, können im Kurztag aufgrund der niederen Temperaturen nicht blühen und verlegen das Blühen daher in den wärmeren Langtag. Im Langtag werden nur vegetative Seitensprosse gebildet.

### Krankheiten und Herbivore
Häufig treten bei Alchemilla-Arten Virosen auf, die von saugenden Insekten übertragen werden. Von Bedeutung sind Rostpilze der Gattung Trachyspora, die die Pflanzen auch zum Absterben bringen können, sowie in Afrika der Rostpilz Joerstadia. Der Echte Mehltau Sphaerotheca aphanis befällt besonders Arten mit weichen Blättern.
Die einzige bekannte an Alchemilla schmarotzende Blütenpflanze ist die Quendel-Seide (Cuscuta epithymum).
An Herbivoren sind Blasenfüße, Zikaden, Blattläuse und Schmetterlingsraupen erwähnenswert. Eulenraupen (Noctuidae) bringen durch Wurzelfraß Pflanzen zum Absterben.

## Verbreitung

Verbreitung der Gattung Alchemilla

Die Gattung Alchemilla ist fast ausschließlich in der Alten Welt verbreitet und hier besonders in den Gebirgen. Im Himalaya sind nur wenige Arten vertreten. Im Norden Eurasiens kommt sie auch in der Ebene vor. In Trockengebieten fehlt sie. Die Gebirge Ostafrikas stellen ein Mannigfaltigkeitszentrum bezüglich Wuchsformen und Verwandtschaftsgruppen dar. In den temperaten Gebieten ist ein Zentrum in Vorderasien, das rund 500 Arten beherbergen dürfte. Im Gebiet nördlich des Kaukasus kommen rund 60 Arten vor, in Sibirien 40 und in Zentralasien rund 20. In Japan ist eine Art endemisch. In den Karpaten kommen rund 70 Arten vor (40 endemisch), in den Alpen 150, auf der Iberischen Halbinsel etwa 50. Vier Arten reichen bis in das arktische Nordamerika (Grönland, Labrador, Neufundland), eine mit europäischen Sippen verwandte Art wächst im Atlas. Im Norden reicht das Areal bis zum 70. Breitengrad, in den Alpen steigt die Gattung bis 3200 m, im Elburs-Gebirge bis 3760 m. Mehrere mitteleuropäische Arten, besonders Alchemilla xanthochlora, wurden in Nordamerika, Neuseeland und Australien eingeschleppt.
In Mitteleuropa besitzen Gebiete, die während der letzten Eiszeiten unvergletschert geblieben sind, den höchsten Artenreichtum: südlicher Jura, Savoyen, Unterwallis, Freiburger Kalkalpen, Vispertäler (Wallis), Aostatal, Hohe Tauern, Dolomiten und Steirisches Randgebirge. In diesen Gebieten finden sich die meisten Endemiten. Die Höchstzahl an Arten in Europa wird auf der Gemmialp im Wallis erreicht, wo auf zwei Quadratkilometern rund 50 Arten vorkommen.

### Standortbedingungen
Die Alchemilla-Arten benötigen eine gute Wasserversorgung, viel Licht sowie im Winter Schneeschutz oder milde Winter. Die Samen sind Frost- und Lichtkeimer. Bei den strauchförmigen Arten wurde Mykorrhiza beobachtet. Die hochalpinen Arten vermehren sich vorwiegend vegetativ, da die Früchte in den meisten Jahren nicht ausreifen.
Frauenmantel bilden auf gedüngten Wiesen oft Massenvorkommen. Diese raschwüchsigen Arten sind trittverträglich und können bei guter Wasserversorgung den zur Verfügung stehenden Stickstoff rasch verwerten. Dadurch sind sie auf diesen Standorten recht konkurrenzstark, besonders auf Geflügelweiden.

## Systematik
Die Gattung Alchemilla wird innerhalb der Familie der Rosengewächse (Rosaceae) in die Unterfamilie Rosoideae und in die Tribus Potentilleae gestellt. Innerhalb dieser wird sie noch manchmal zusammen mit den Gattungen Lachemilla und Aphanes in eine eigene Subtribus Alchemillinae gestellt. Manche Autoren haben diese drei Gattungen als Untergattungen von Alchemilla geführt, manche auch nur Lachemilla abwechselnd zu einer der beiden übrigen Gattungen gestellt.

### Systematik der Gesamtgattung
Die Systematik der Gesamtgattung beruht weitestgehend auf den Arbeiten von Werner Rothmaler aus den 1930er Jahren. Er gliederte die Gattung aufgrund morphologischer Merkmale in sieben Sektionen. 2004 wurden von Notov und Kusnetzova einige von Rothmalers Untersektionen zu Sektionen erhoben, sodass es jetzt nach dieser Systematik zehn Sektionen gibt. Bis auf die letzten beiden Sektionen, die eurasisch verbreitet sind, sind alle auf die Tropen und Subtropen beschränkt:
- Sektion Subcuneatifoliae
- Sektion Geraniifoliae
- Sektion Grandifoliae
- Sektion Longicaules
- Sektion Villosae (Rothm.) Notov
- Sektion Pedatae (= Rothmalers Untersektionen Pedatae und Cryptanthae)
- Sektion Schizophyllae (Rothm.) Notov
- Sektion Parvifoliae
- Sektion Brevicaules Rothm.
  - Untersektion Chirophyllum
  - Untersektion Heliodrosum
  - Untersektion Calycanthum
- Sektion Pentaphylleae Buser ex Camus

### Systematik der europäischen Sippen
Zumindest für die europäischen Gattungen gibt es eine modernere, von Sigurd Fröhner stammende Systematik, die die beiden Sektionen Brevicaules und Pentaphylleae im Sinne Rothmalers abgelöst hat. In Eurasien gibt es vier Hauptgruppen von Alchemillen, die den Rang eigenständiger Sektionen besitzen. Die vier Hauptgruppen sind durch Merkmalskomplexe gekennzeichnet (die mit dem Anfangsbuchstaben der Sektion bezeichnet werden):
- Sektion Erectae (E): Es sind hochwüchsige Halbsträucher mit einer langlebigen Grundachse. Die Nebenblätter sind am Blattstiel verwachsen. Der Blütenbecher ist kurz und die Kelch- und Außenkelchblätter lang.
- Sektion Ultravulgares (U): Es sind mittelwüchsige Halbsträucher mit kurzlebiger Grundachse. Die Nebenblätter sind nicht mit dem Blattstiel verwachsen. Der Blütenbecher ist lang, die Kelchblätter kurz, die Außenkelchblätter noch kürzer.
- Sektion Alpinae (A): Es sind seidig behaarte Zwergsträucher mit langlebiger Hauptachse. Die Nebenblätter sind häutig, am Blattstiel und gegenüber miteinander verwachsen. Die Blätter sind tief geteilt, die Blütenstände sind Wickel, der Außenkelch klein.
- Sektion Pentaphylleae (P): Es sind kahle oder schwach steifhaarige Halbsträucher bis Stauden mit einer kurzlebigen Hauptachse. Die Nebenblätter sind dicklich und kaum verwachsen. Die Blätter sind bis zum Grund geteilt und grob gezähnt. Die Blüten stehen in Scheindolden. Der Außenkelch ist klein oder fehlend.

Bei allen europäischen Arten wird angenommen, dass sie alten hybridogenen Ursprungs sind. Dies ergibt sich aus morphologischen, anatomischen, embryologischen, ökologischen und chorologischen Daten. Dieser Prozess ist auch bereits lange abgeschlossen, mindestens seit der Periode vor der letzten Eiszeit. So sind etwa keine postglazialen Endemiten bekannt. Zudem sind alle von ihrer Morphologie denkbaren Elternarten der einzelnen Bastardarten hochpolyploid und apomiktisch, können also nicht die Eltern sein. Die einzelnen Arten sind aufgrund der Apomixis als genetischer Barriere wirksam voneinander getrennt, wenn sie zusammen mit nahe verwandten Arten am gleichen Standort wachsen.
Häufiger als diese Hauptgruppen sind Arten mit gemischten Merkmalen. Es sind dies sekundäre, hybridogen entstandene Sippen. Sie tragen demnach die Merkmale von zwei oder drei der Hauptgruppen. Es sind 13 der theoretisch möglichen 15 Merkmalskomplexe auch verwirklicht und werden von Fröhner ebenfalls im Range von Sektionen geführt (in Klammern die Merkmalskomplexe aus den Hauptgruppen). Die Zuordnung der Arten folgt Fröhner (1995), wobei Änderungen der Sektionszuordnung und neue Arten aus Fischer (2008) übernommen wurden (für Arten der Sektionen mit eigenem Artikel, siehe dort):
- Sektion Erectae (E)
- Sektion Alchemilla (EU) (Arten früher zu Alchemilla vulgaris agg.)
- Sektion Coriaceae (EUP) (Arten früher zu Alchemilla vulgaris agg.)
- Sektion Calycinae (EP) (Arten früher zu Alchemilla fissa agg.)
  - Zerschlitzter Frauenmantel (Alchemilla fissa Günther & Schummel)
  - Julisch-Frauenmantel (Alchemilla venosula Buser) (inklusive Alchemilla gracillima Rothm.)
- Sektion Decumbentes (UP) (Arten früher zu Alchemilla vulgaris agg.)
  - Niederliegender Frauenmantel (Alchemilla decumbens Buser)
  - Langöhrchen-Frauenmantel (Alchemilla flaccida Buser)
  - Westtiroler Frauenmantel (Alchemilla hirtipes Buser)
  - Rotscheidiger Frauenmantel (Alchemilla rubristipula Buser)
  - Dünner Frauenmantel (Alchemilla tenuis Buser)
- Sektion Ultravulgares (U) (Arten früher zu Alchemilla vulgaris agg.)
- Sektion Plicatae (UAP) (Arten früher teils zu Alchemilla vulgaris agg., teils zu Alchemilla hybrida agg.)
- Sektion Pubescentes (UA)
  - Paiches Frauenmantel (Alchemilla paicheana (Buser) Rothm.)
- Sektion Splendentes (EUA)
  - Täuschender Frauenmantel (Alchemilla fallax Buser)
  - St.-Gingolph-Frauenmantel (Alchemilla gingolphiana S.E. Fröhner)
  - Schimmernder Frauenmantel (Alchemilla splendens Christ)
- Sektion Flabellatae (EAP)
  - Spitzblüten-Frauenmantel (Alchemilla acutata Buser)
  - Bona-Frauenmantel (Alchemilla bonae S.E. Fröhner)
  - Krain-Frauenmantel (Alchemilla carniolica (Paulin) Fritsch)
  - Fächer-Frauenmantel (Alchemilla flabellata Buser)
  - Schweizer Frauenmantel (Alchemilla helvetica Brügger)
  - Unterwalliser Frauenmantel (Alchemilla infravallesia (Buser) Rothm.)
  - Jaquets Frauenmantel (Alchemilla jaquetiana Buser)
  - Kerners Frauenmantel (Alchemilla kerneri Rothm.)
  - Matrei-Frauenmantel (Alchemilla matreiensis S.E. Fröhner)
  - Strahlenteiliger Frauenmantel (Alchemilla radiisecta Buser)
- Sektion Glaciales (AP) (Arten früher vorwiegend zu Alchemilla vulgaris agg.)

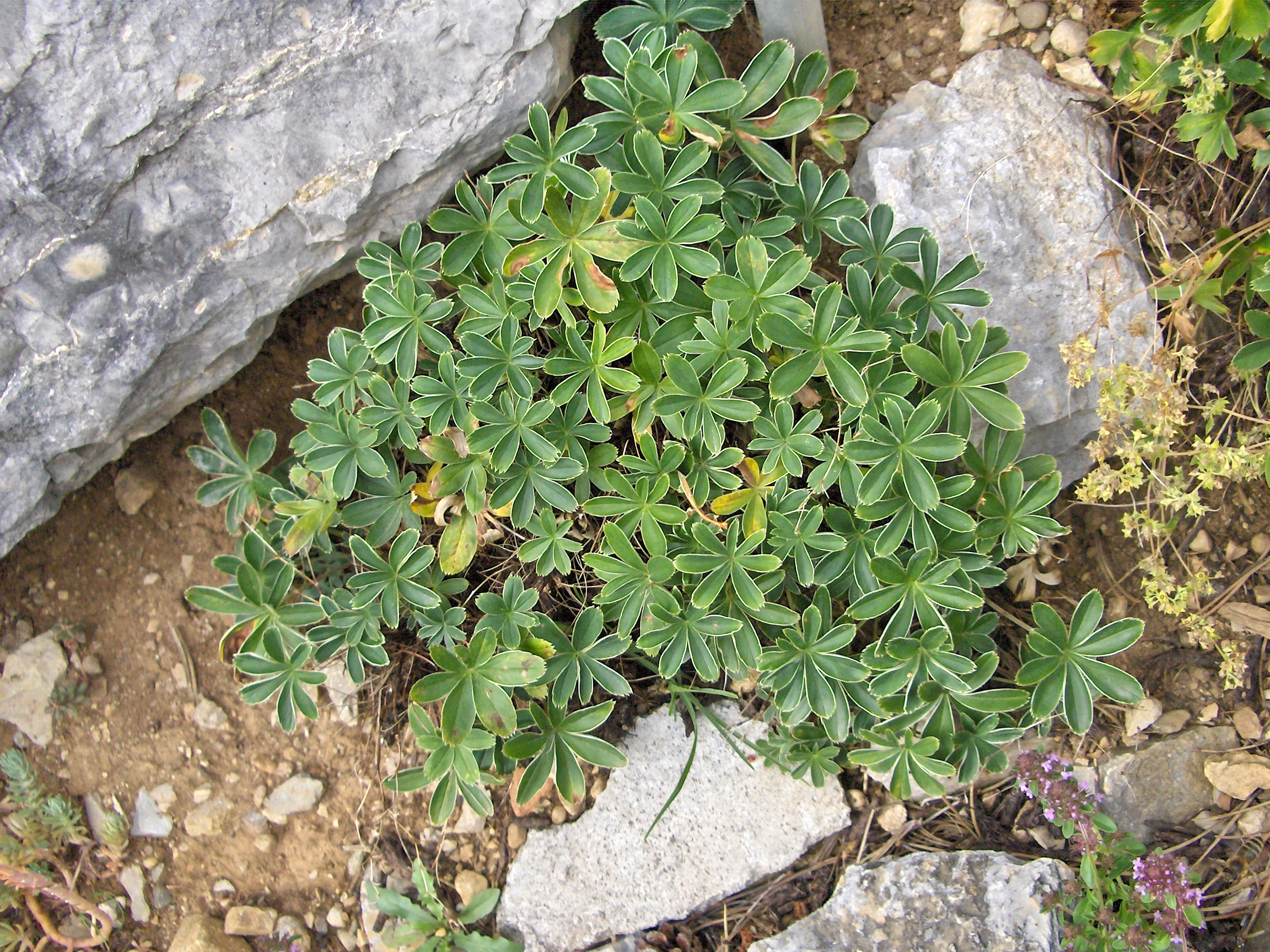
Alpen-Frauenmantel (Alchemilla alpina)

- Sektion Alpinae (A) (Arten früher teils zu Alchemilla vulgaris agg., teils zu Alchemilla conjuncta agg.)
  - Alpen-Frauenmantel (Alchemilla alpina  L.)
- Sektion Pentaphylleae (P) mit nur einer Art:
  - Schnee-Frauenmantel (Alchemilla pentaphyllea L.)

Die traditionelle Einteilung der ganzblättrigen Arten nach ihrer Behaarung in mehrere Serien (Glabrae, Subglabrae, Splendentes, Hirsuta, Hteropodae, Pubescentes) wurde von obiger Gliederung abgelöst. Die Unterteilung in Artengruppen (wie Alchemilla vulgaris agg.) wurde ebenso aufgegeben und deren Arten den obigen Sektionen zugeteilt. Bei den Sektionen ist jeweils angeführt, aus welchen Artengruppen ihre Arten kommen.

### Molekulare Phylogenetik

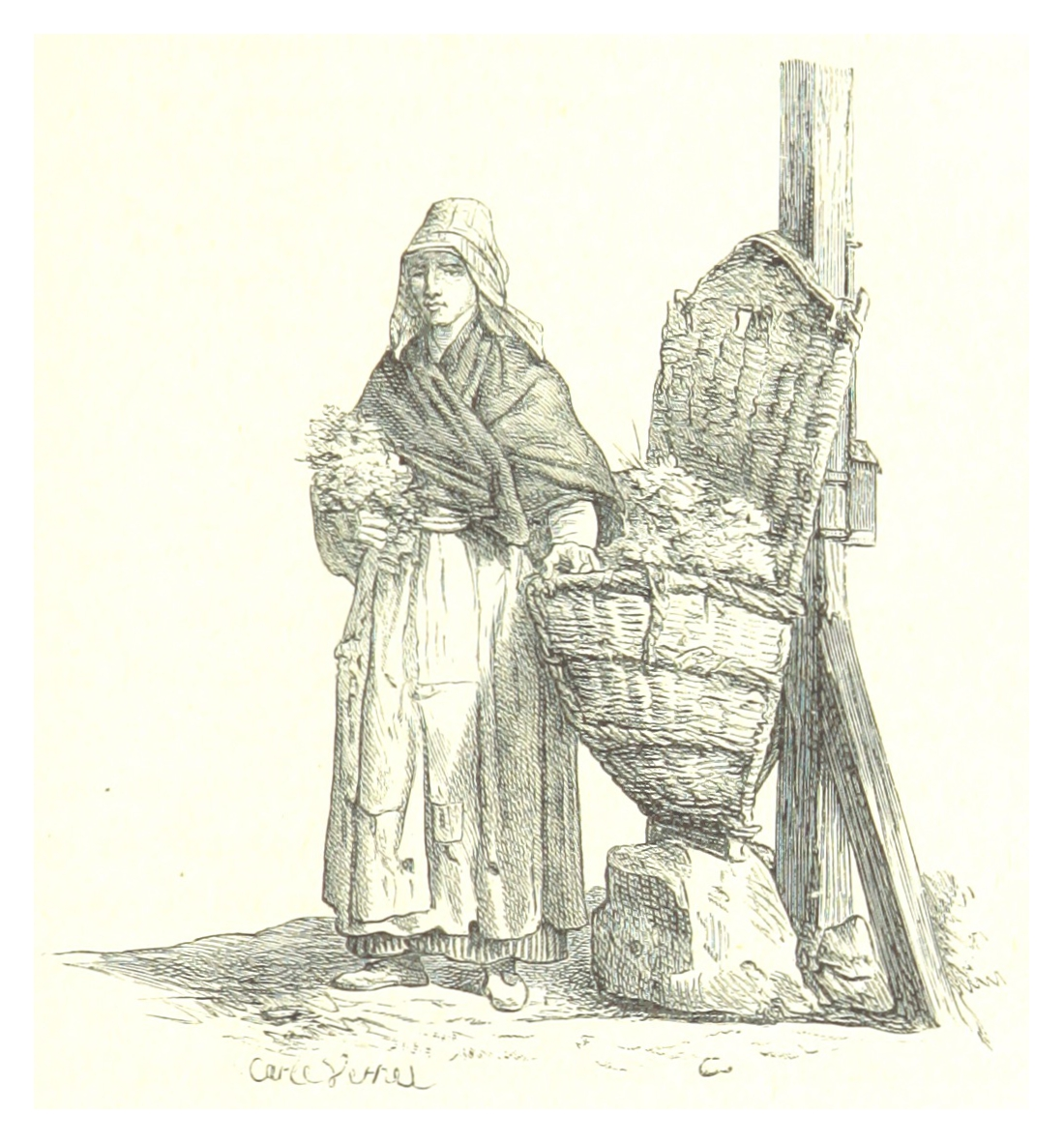
Frauenmantelhändlerin: Ambulanter Handel; Straßenverkäuferin oder Hausiererin mit Kiepe und Frauenmantel

DNA-Sequenzanalysen von 100 Arten der drei Gattungen Alchemilla, Lachemilla und Aphanes, die alle Sektionen umfassten, ergaben, dass Lachemilla und Aphanes monophyletisch, also natürliche Verwandtschaftsgruppen sind. Alchemilla zerfiel jedoch in zwei Kladen. Die Zusammenhänge sind in folgendem Kladogramm dargestellt:
|  | \| \| Eualchemilla-Klade \| \| \| \| \| \| Aphanes \| \| \| \| |
|  |                                                                |
|  | Lachemilla                                                     |
|  |                                                                |
|  | Eualchemilla-Klade                                             |
|  |                                                                |
|  | Aphanes                                                        |
|  |                                                                |

|  | Eualchemilla-Klade |
|  |                    |
|  | Aphanes            |
|  |                    |

Die Arten der Gattung Alchemilla sind getrennt in die eurasischen Arten (Eualchemilla-Klade) und in die afrikanischen Arten (Afromilla-Klade). Der Eualchemilla-Klade ist noch in zwei Subkladen unterteilt, den Lobed-Klade mit Arten mit gelappten Blättern und den Dissected-Klade mit vorwiegend Arten mit zerteilten Blättern. Innerhalb dieser Gruppen gab es keine Auflösung in weitere Kladen mehr.
Die Gattung Alchemilla im klassischen Sinn ist somit paraphyletisch. Gehrke u. a. (2008) schlagen vor, Aphanoides und Lachemilla in Alchemilla einzugliedern. Die Trennung von Alchemilla in zwei Gattungen halten sie aufgrund fehlender morphologischer Trennungsmerkmale für nicht angebracht. Die Aufrechterhaltung der Subtribus Alchemillinae ist nach Gehrke auch nicht angebracht, da dadurch die Subtribus Fragariinae paraphyletisch wäre.

## Nutzung
Die ganzblättrigen Alchemilla-Arten bilden ein gutes Mähfutter. Sie werden auch frisch gerne vom Vieh gefressen, weniger gern vom Geflügel. Die alpinen Zwergsträucher hingegen gelten als Weideunkraut, da sie häufig Massenbestände bilden und nur von Schafen und Ziegen gefressen werden, nicht von anderem Vieh.
In der Volksmedizin werden die Arten zur Behandlung von Wunden, Blutungen, sogenannten Frauenkrankheiten, Geschwüren, Bauchschmerzen, Nierensteinen, Kopfschmerzen und anderen Beschwerden verwendet. Dabei werden alle mitteleuropäischen Arten als Volksarzneipflanzen und als Kult- bzw. Zauberpflanzen verwendet. Häufig wird bei den Frauenmänteln dabei nur zwischen dem (behaarten) „Silbermantel“ oder „Alpen-Sinau“ und dem eher kahlblättrigen „Frauenmantel“ unterschieden.
Behaarte Alchemilla-Arten werden in Steingärten und Parks als Zierpflanzen verwendet. Beispiele sind Alchemilla mollis, welches sich leicht ausbreiten kann, Alchemilla speciosa und Alchemilla conjuncta (häufig als Alchemilla splendens bezeichnet).

## Namen und Volksnamen
Der Name Alchemilla leitet sich vom Begriff Alchemie ab und wurde erstmals 1485 im Gart der Gesundheit verwendet. Er bedeutet so viel wie kleine Alchemistin. Die Alchemisten verwendeten die Guttationstropfen auf den Blättern für ihre Versuche.

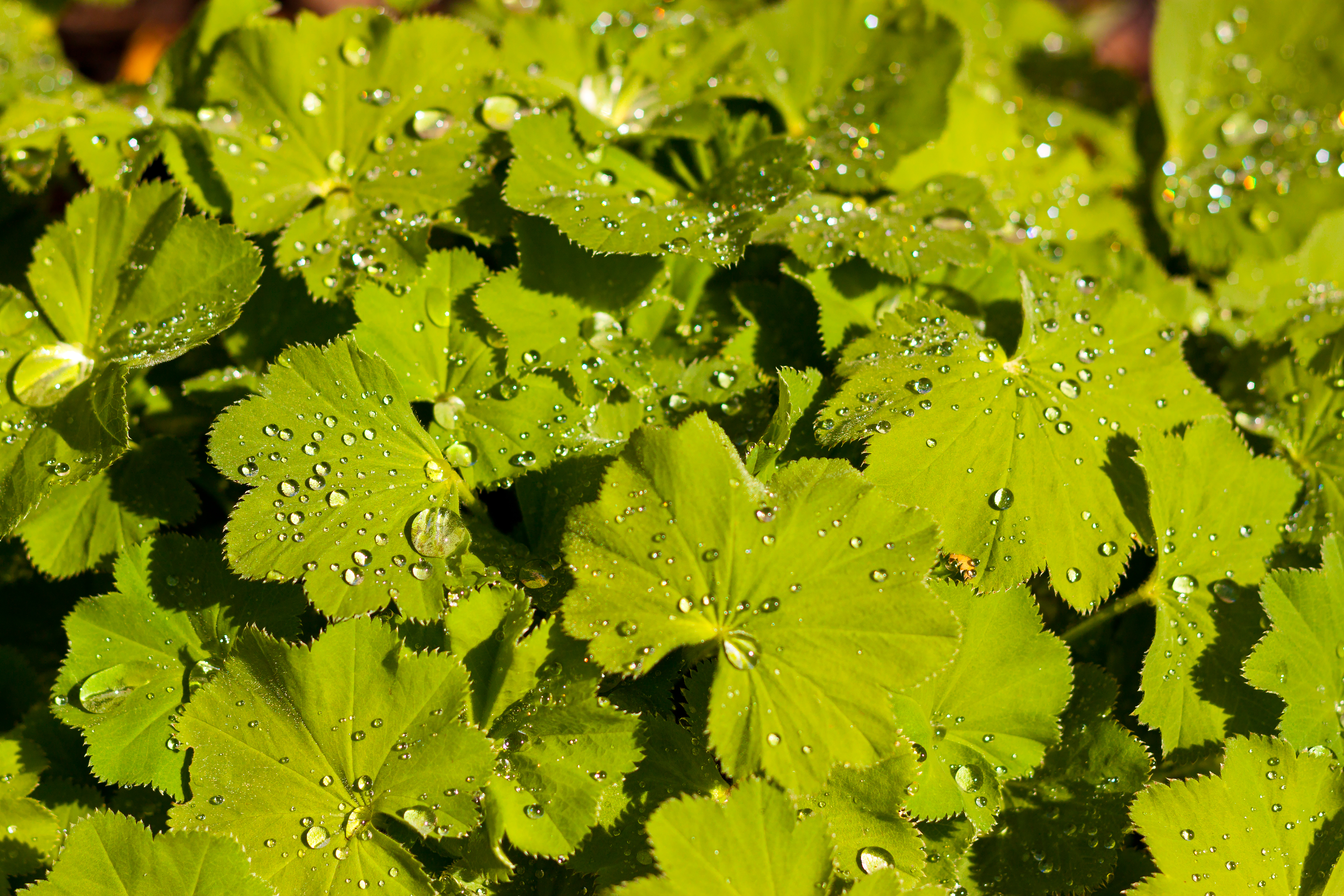
Regentropfen schmücken wie Perlen die Blätter der Pflanze

Der deutsche Trivialname „Frauenmantel“ bezieht sich auf die Ähnlichkeit der gefältelten Blätter mit dem Mantel auf mittelalterlichen Mariendarstellungen. In Nassau und im Böhmerwald heißt es auch „Liebfrauenmantel“. Alchemilla alpina und ähnliche Arten werden als „Silbermänteli“, „Silberchrut“ oder ähnlich bezeichnet. Auf die gefältelten Blätter beziehen sich Namen wie „Zugmantel“ (in Schlesien), „Krausemäntelchen“ (Oberharz) und „Röckli“ (Schweiz). Ebenfalls auf die Blattform spielen Namen wie „Hiadl“ (Böhmerwald), „Dächlichrut“ (Schweiz) oder „Regendächle“ (Schwaben) an. Die Guttationstropfen führten zum Namen „Sinau“ (von Sinn-Tau = Immertau), auch „Sinaw“, „Taublatt“, „Taubecher“ usw. Dies Tropfen wurden auch mit den Blutstropfen des gekreuzigten Jesus oder den Tränen der Maria verglichen. Die Blätter werden auch mit Gänse- und mit Löwenfüßen verglichen. Nach ihrem Standort auf Weiden werden sie zudem als „Schweinsrose“ (Ostpreußen) und „Gänselgrün“ bezeichnet. Ihre Verwendung als Arzneipflanze schlug sich in Namen wie „Ohmkraut“, „Wundwurz“ (Kärnten), „Mutterkraut“, „Milchkraut“, „Frauentrost“, „Aller Fraue Heil“ bzw. „Allerfrauenheil“ nieder.
Auch wurde der Frauenmantel (Sanicula europaea) gemäß Heinrich Marzell als „Großer Sanikel“ bezeichnet.

## Botanische Geschichte
Die Gattung Alchemilla wurde von Carl von Linné 1753 in seinem Werk Species Plantarum aufgestellt. Als erste außereuropäische Art entdeckte Thunberg 1792 Alchemilla capensis (Erstbeschreibung 1823). Der Erste, der Gliederungen innerhalb der Gattungen vornahm, war Robert Buser 1892, der auch viele europäische Arten erstbeschrieb. Die heute noch am weitesten verbreitete Systematik wurde von Werner Rothmaler in den 1930er Jahren erarbeitet, der das System von Buser verfeinerte. In den 1990er Jahren hat Sigurd Fröhner die Gliederung der europäischen Arten für die „Flora von Mitteleuropa“ und die „Flora Iberica“ völlig überarbeitet und die oben dargestellte Sektionsgliederung erarbeitet. Notov und Kusnetzova haben 2004 die Gliederung der afrikanischen Sektionen überarbeitet. 2008 wurde die erste molekulare Phylogenetik von Gehrke u. a. publiziert.

## Geschichte
Das leontopodium oder pedeleonis (später auch pes leonis; übersetzt „Löwenzahn“) des Dioskurides, des Plinius (beide 1. Jahrhundert) und des Pseudo-Apuleius  (4. Jahrhundert) wurde vom Gart der Gesundheit des 15. Jahrhunderts und von den Vätern der Botanik des 16. Jahrhunderts als Frauenmantel (womit insbesondere Spitzlappiger Frauenmantel, Alchemilla vulgaris L. bezeichnet wurde) gedeutet. Folgende Heilwirkungen und Besonderheiten des leontopodium wurden von den antiken und spätantiken Autoren angegeben:
1. wirkt als Liebeszauber (Dioskurides),
2. ruft wahnwitzige Träume hervor (Plinius),
3. dient zur Behandlung von Geschwülsten (Dioskurides),
4. zieht eingedrungene Gegenstände heraus (Plinius).[8][9][10][11][12][13]

Als synaw wurde der Frauenmantel erstmals sicher greifbar im spätmittelalterlichen Buch von den gebrannten Wässern des Gabriel von Lebenstein. Lebenstein empfahl die innere Anwendung des Destillats aus dem Frauenmantel bei denen, die „inwendig geprochen“ sind.
Im Mainzer Gart der Gesundheit von 1485 wurde das Kapitel alchemilla synauwe erstmals mit einer naturgetreuen Abbildung des Frauenmantels illustriert. Hier erschien auch erstmals der lateinische Name Alchemilla bzw. Alchimilla.
In seinem Kleinen Destillierbuch von 1500 nannte Hieronymus Brunschwig für das Destillat aus der ganzen Pflanze (Wurzel und Kraut) folgende Anwendungen:
1. äußerlich zum Löschen „böser Hitze“ in Wunden,
2. mit einem Tuch auf die Brüste der Frauen aufgelegt, damit sie „hert und strack“ werden,
3. innerlich für „gebrochen lüt“.[19]

Die Väter der Botanik (Brunfels, Bock und Fuchs) übernahmen diese Anwendungsempfehlungen in ihre Kräuterbücher.
Vom 16. bis 19. Jahrhundert wurde das Frauenmantelkraut jedoch nur noch in der Volksmedizin verwendet.
Die Kommission E des ehemaligen Bundesgesundheitsamtes veröffentlichte 1986 eine (Positiv-)Monographie über Frauenmantelkraut, in der „leichte unspezifische Durchfallerkrankungen“ als Indikation angegeben werden. Über das Alpenfrauenmantelkraut liegt eine (Null-)Monographie aus dem Jahr 1992 vor, für die Wirksamkeit bei den beanspruchten Anwendungsgebieten (als harntreibendes, krampfstillendes, herzstützendes Mittel, bei Frauenleiden) liegen keine Beweise vor. Die Anwendung stellt aber kein Risiko dar.

### Historische Abbildungen

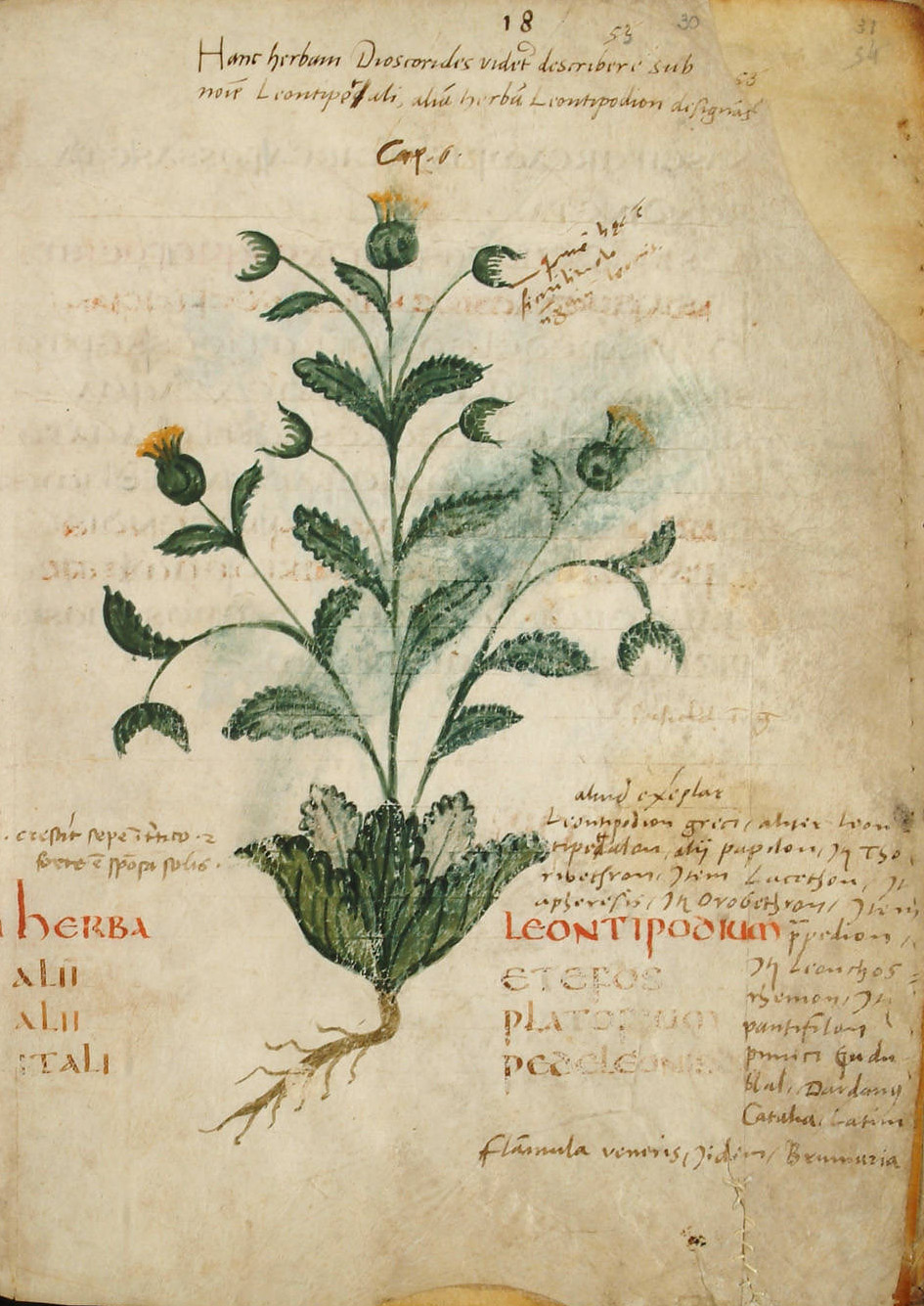
Pseudo-Apuleius  Leiden 6. Jh.
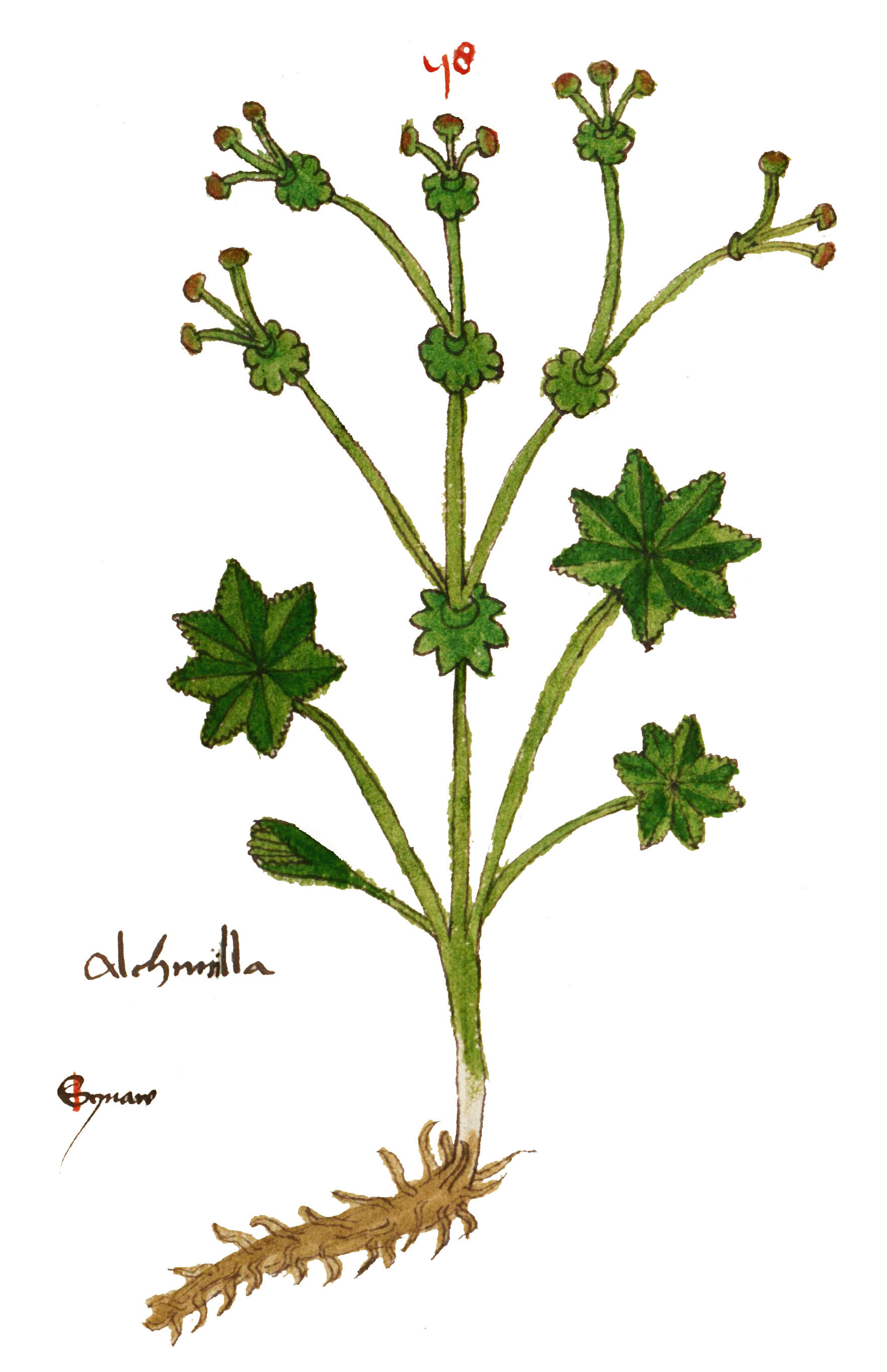
Vitus Auslasser 1479
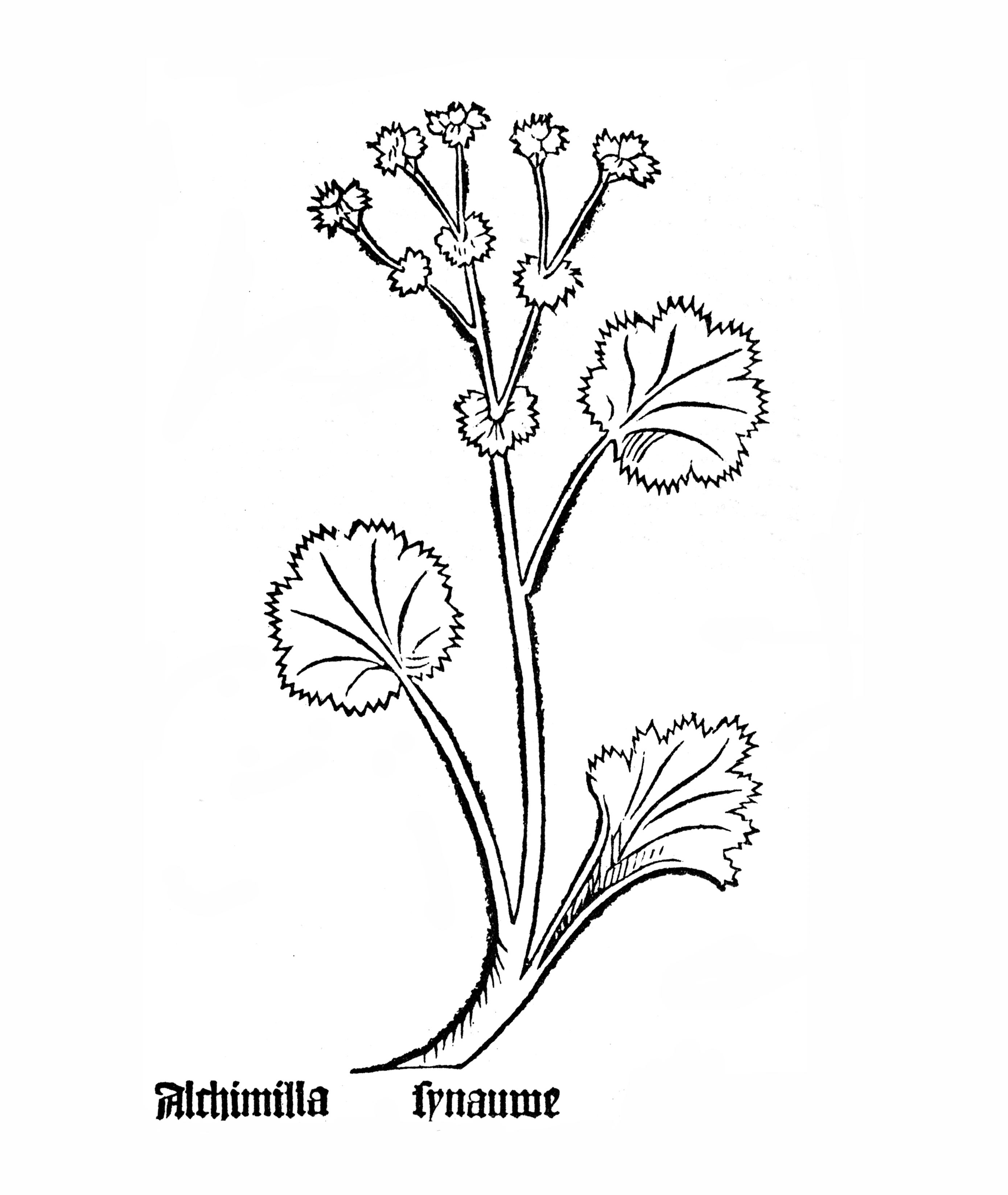
Gart der Gesundheit 1485
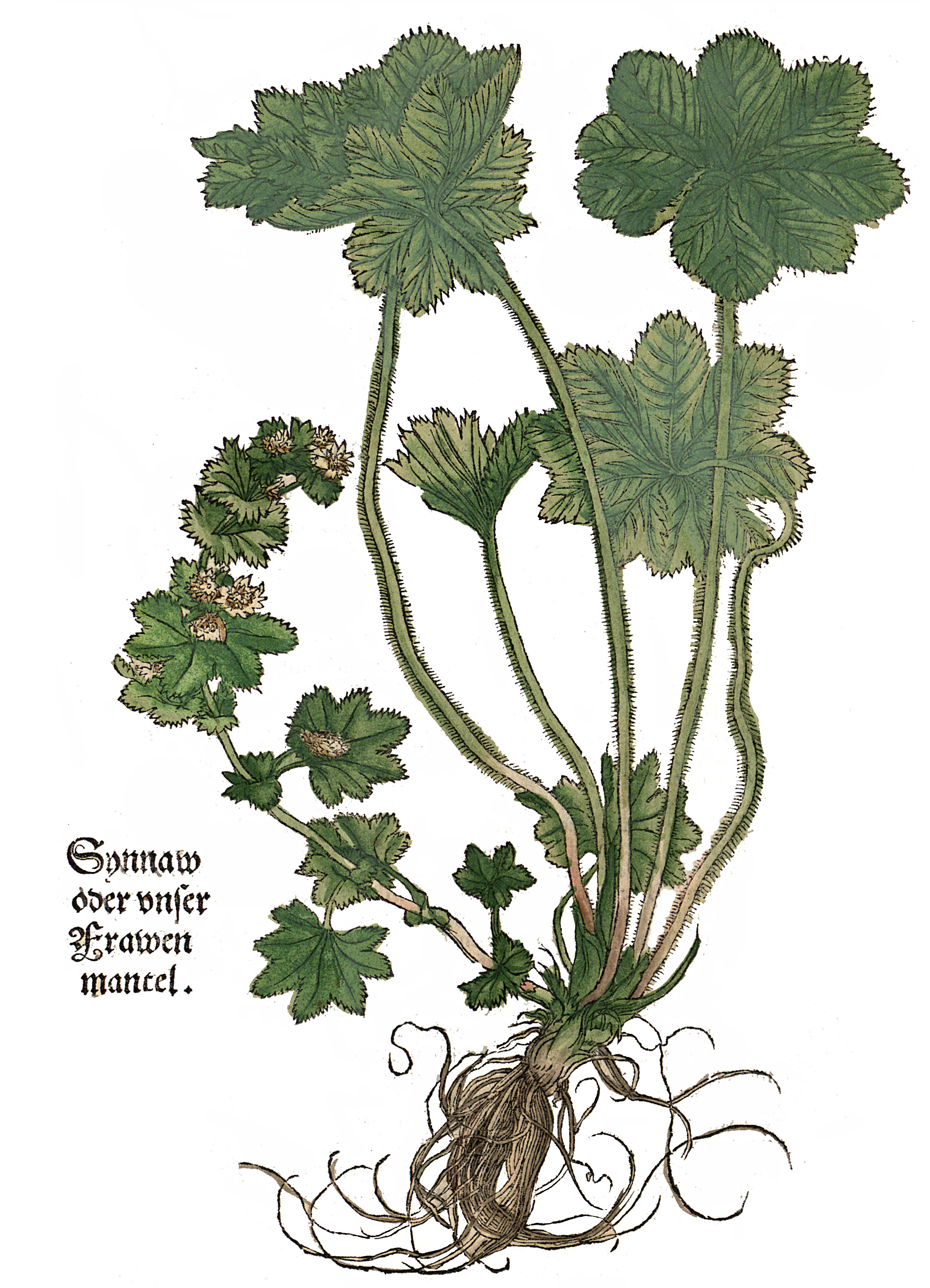
Otto Brunfels 1532
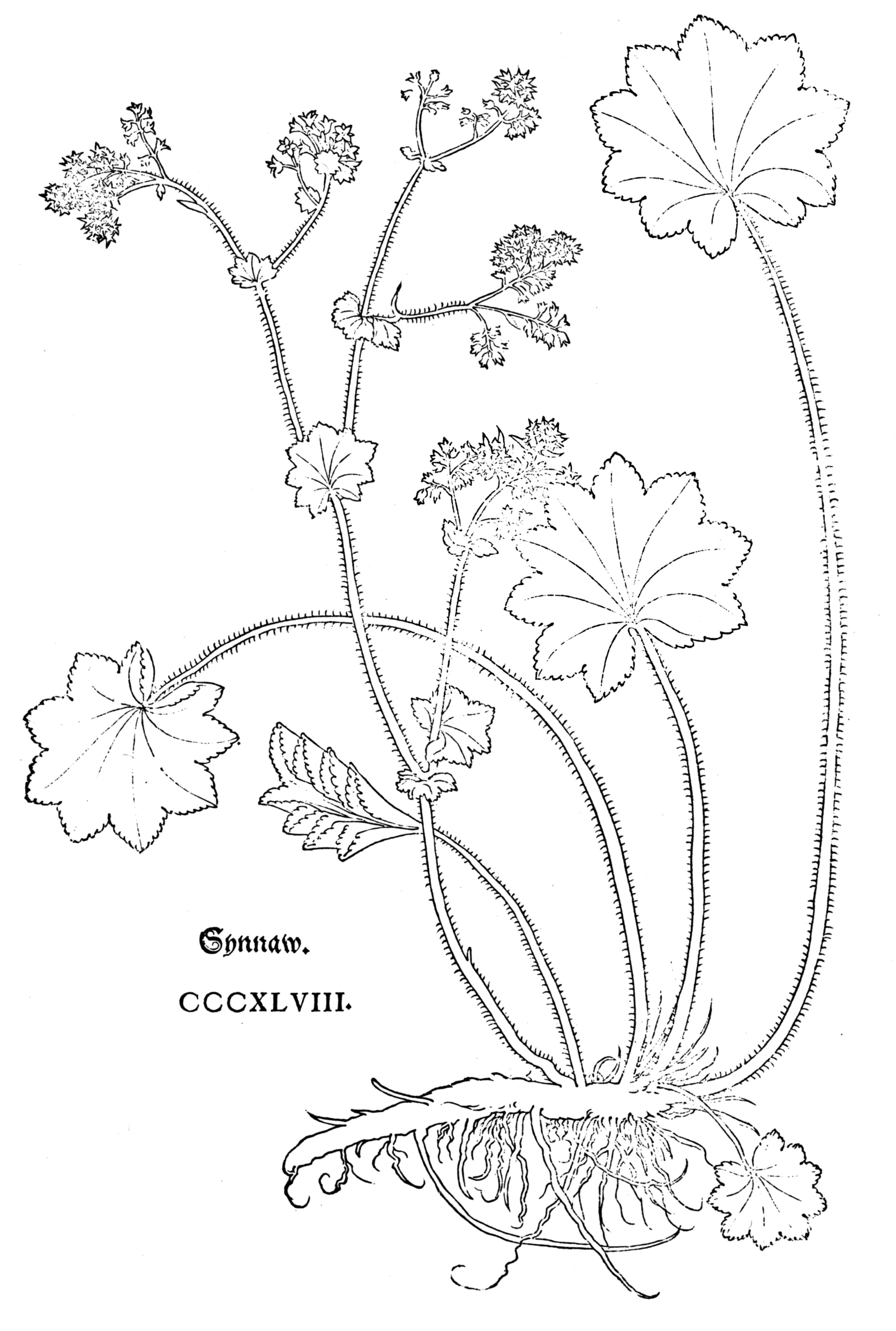
Leonhart Fuchs 1543
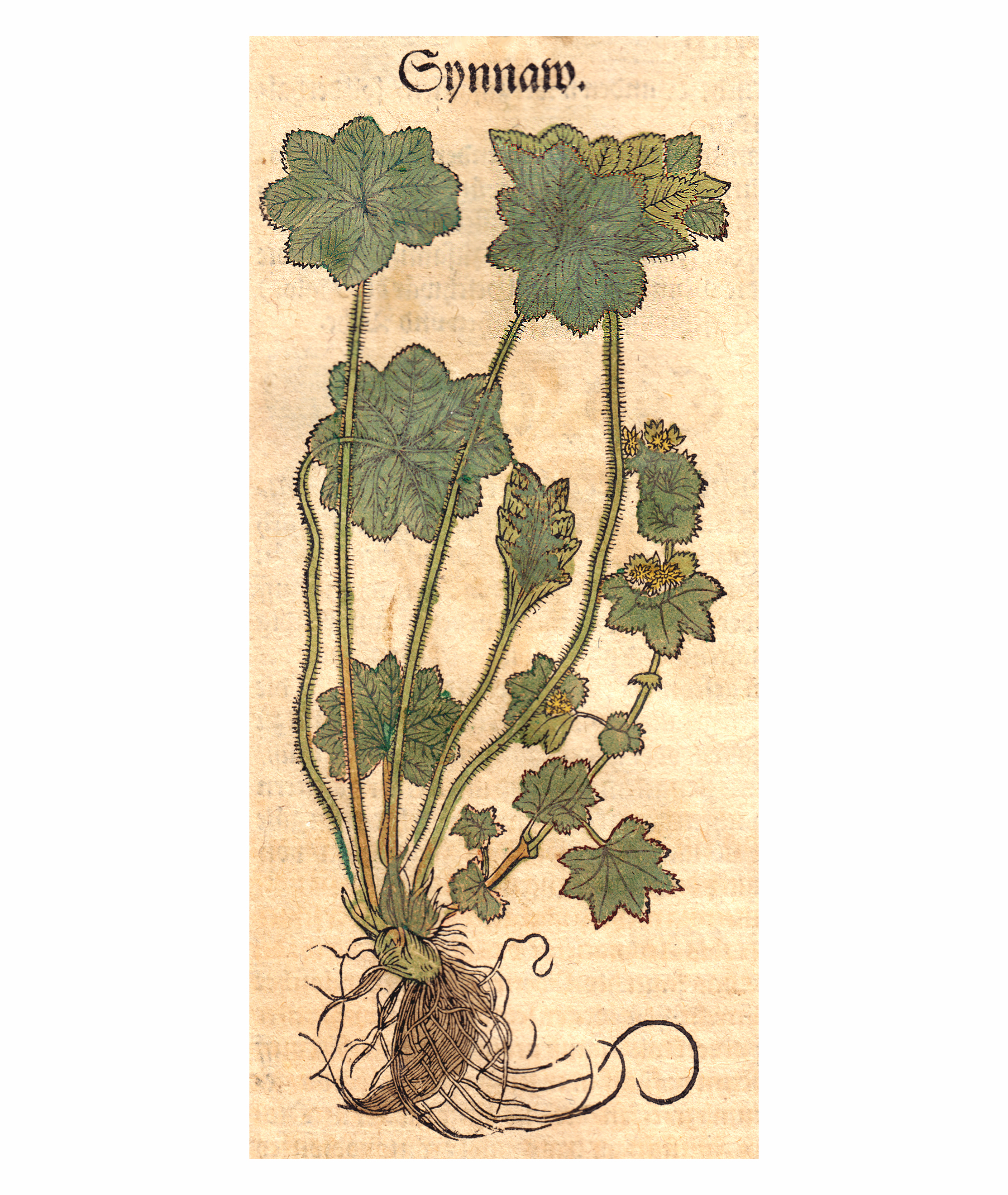
Hieronymus Bock 1546

## Belege
Soweit nicht unter Einzelnachweisen angegeben, basiert der Artikel auf folgenden Unterlagen:
- Sigurd Fröhner: Alchemilla. In: Hans. J. Conert et al. (Hrsg.): Gustav Hegi. Illustrierte Flora von Mitteleuropa. Band 4 Teil 2B: Spermatophyta: Angiospermae: Dicotyledones 2 (3). Rosaceae 2. Blackwell 1995, ISBN 3-8263-2533-8, S. 13–242.
- B. Gehrke, C. Bräuchler, K. Romoleroux, M. Lundberg, G. Heubl, T. Eriksson: Molecular phylogenetics of Alchemilla, Aphanes and Lachemilla (Rosaceae) inferred from plastid and nuclear intron and spacer DNA sequences, with comments on generic classification. In: Molecular Phylogenetics and Evolution. Band 47, 2008, S. 1030–1044. doi:10.1016/j.ympev.2008.03.004 (PDF) (Molekulare Phylogenetik).